# William Young Ottley
William Young Ottley, né dans le Berkshire en Angleterre le 6 août 1771 et mort à Londres le 26 mai 1836, est un collectionneur et historien de l'art, artiste amateur et éditeur d'estampes britannique, ainsi que Gardien du Département des estampes et dessins au British Museum.
Il se spécialise en particulier pour l'art italien des XIVe et XVe siècles, les « Primitifs italiens », et tout particulièrement pour la gravure.

## Biographie
William Young Ottley est né près de Thatcham dans le Berkshire anglais d'un père officier de la Garde.
Il devient l'élève de George Cuitt l'Ancien et étudie à la Royal Academy.
Il part en 1791 en Italie où il vit pendant dix ans. Il y étudie l'art et commence sa collection de peintures, de dessins et d'estampes, profitant de l'agitation due aux invasions françaises de la Suisse en 1792 et 1798.
À son retour en Angleterre, il accumule une grande somme d'argent en vendant aux enchères ses peintures des XVIe et XVIIe siècles à Christie's le 16 mai 1801,, bien que les œuvres des siècles antérieurs ne trouvaient pas preneurs en Angleterre à cette époque. Il devient un arbitre du goût et conseille des collectionneurs dans leurs achats d'œuvres d'art et dans leur élaboration de galeries. Sa propre collection de dessins de vieux maîtres italiens qu'il a vendue à Sir Thomas Lawrence, un ami proche pour 8 000 £ ainsi que sa collection d'estampes sont également d'une grande finesse,. Parmi les peintures de sa collection, il faut compter La Nativité mystique de Botticelli et Le Songe du chevalier de Raphaël, toutes les deux étant désormais conservées dans la National Gallery. Il achète aussi le Mariage mystique de sainte Catherine de Parmigianino en 1800 des Borghese et plus tard, il acquiert les quatre feuillets détachés du Psautier d'Eadwine, qu'il revend en 1838 chez Sotheby's, où il a déjà vendu plusieurs estampes en juillet 1837.
En 1833, Ottley expose un dessin inachevé de la Bataille des Anges (The Battle of the Angels) à la Royal Academy of Art. La même année, il devient Gardien du Département des estampes et dessins du British Museum, un poste qu'il occupe jusqu'à sa mort en 1836.
Il avait un fils, Henry Ottley, mort à Torquay le 3 février 1878.

## Œuvre

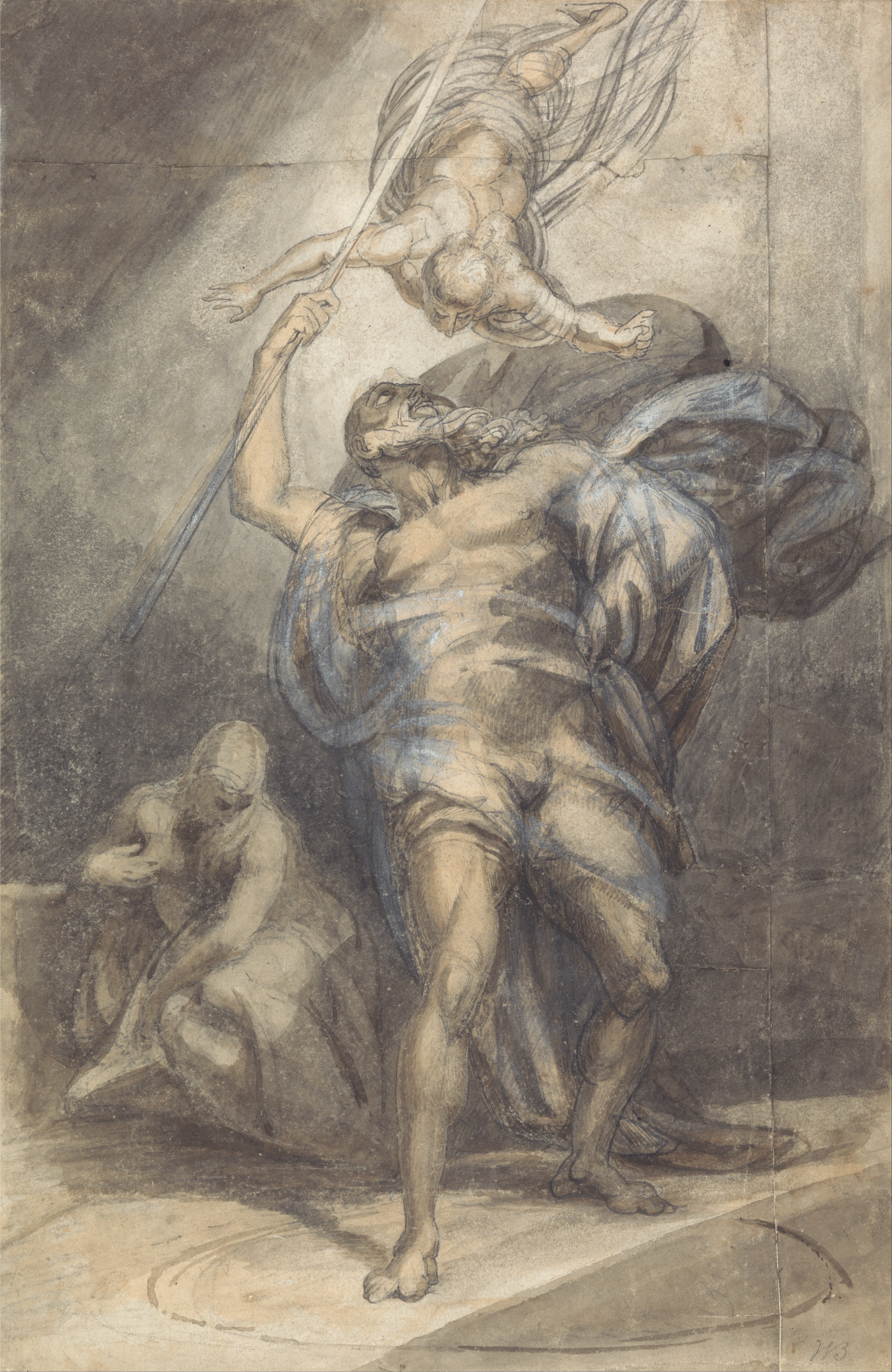
Prospère invoquant Ariel.

### Publication d'ouvrages illustrés
Ottley est surtout connu à son époque comme écrivain d'art, ainsi que pour la série d'ouvrages illustrés qu'il a publiés. Il publie son premier ouvrage en 1805 et constitue la première partie de The Italian School of Design (« l'école italienne de design »), une série d'eaux-fortes réalisées par lui-même d'après des dessins des Vieux maîtres. La deuxième partie est publiée en 1813 et la troisième en 1823, à l'occasion de laquelle l'œuvre complète est publiée en un seul volume.
En 1826, il publie A Series of Plates after the Early Florentine Artists (« une série de plaques d'après les artistes florentins primitifs »). Deux volumes suivent en 1826 et 1828 contenant des fac-similés, réalisés par lui-même, d'estampes de maîtres provenant entre autres de l'école italienne.

### Histoire de la gravure
En 1816, il publie une Inquiry into the Origin and Early History of Engraving on Copper and Wood (« enquête sur les origines et l'histoire primitive de la gravure sur cuivre et sur bois »), suivie de volumes de 4 feuilles contenant des gravures de la collection Bridgewate de la maison d'Orléans.
En 1831, sort Notices of Engravers and their Works (« Notices de graveurs et de leurs œuvres »), qui est un début de dictionnaire d'artistes qu'il décide finalement de ne pas achever.
On trouve après sa mort, en 1863, An Inquiry into the Invention of Printing (« une enquête sur l'invention de la gravure »), destinée à accompagner son ouvrage sur l'origine de la gravure.

### Autres
Il publie par ailleurs un catalogue d'œuvres italiennes qu'il avait acquises lors de son séjour en Italie aux palais Colonna, Borghèse et Corsini (1801) et plus tard un catalogue A Descriptive Catalogue of the Pictures in the National Gallery (« un catalogue descriptif d'œuvres de la National Gallery », 1826).
En 1835, il écrit Observations on a manuscript in the British Museum (« Observations depuis un MS. au British Museum »), qui donne lieu à une controverse sur la traduction par Cicéron d'un poème astrologique d'Aratos de Soles.

### Liste de ses publications
Publications originales conservées
- (en) An inquiry into the origin and early history of engraving, upon copper and in wood, with an account of engravers and their works, from the invention of chalcographyby Maso Finiguerra, to the time of Marc'Antonio Raimondi, Printed for J. and A. Arch by J. McCreery, 1816Écrit avec Howard Coppuck Levis. (OCLC 2908084)
- (en) Engravings of the Most Noble the Marquis of Stafford's collection of pictures in London, arranged according to schools and in chronological order, Printed by Bensley for Longman, Hurst, Rees, Orme, and Brown, 1818Écrit avec George Granville Leveson-Gower Sutherland. (OCLC 4781548)(OCLC 28577448)
- (en) The Italian school of design: being a series of fac-similes of original drawings, by the most eminent painters and sculptors of Italy; with biographical notices of the artists, and observations on their works, Taylor and Hessey, 1823(OCLC 8666444)(OCLC 6423395)
- (en) A series of plates engraved after the paintings and sculptures of the most eminent masters of the early Florentine school : intended to illustrate the history of the restoration of the arts of design in Italy ..., Published by the editor, and sold by Colnaghi, 1826(OCLC 3498215)
- (en) A descriptive catalogue of the pictures in the National Gallery : with critical remarks on their merits, John Murray, 1826(OCLC 19530063)
- (en) The British Gallery of pictures : being a collection of twenty engravings, selected from the most admired productions of the old masters, in Great Britain ; accompanied with descriptions, historical and critical, Printed by Bensley for Longman, Hurst, Rees, Orme, and Brown, 1828Écrit avec Henry Tresham, Peltro William Tomkins, Benno Loewy. Date incertaine (OCLC 64067621)
- (en) A collection of one hundred and twenty-nine fac-similes of scarce and curious prints, by the early masters of the Italian, German, and Flemish schools; illustrative of the history of engraving, from the invention of the art, by Maso Finiguerra, in the middle of the fifteenth century: with introduction remarks, and a catalogue of the plates, Pub. for the proprietor, and sold by Longman, Rees, Orme, Brown, and Green, 1828(OCLC 8666399)
- (en) A collection of thirty-nine fac-similes of rare etchings, by celebrated painters of the Italian, Dutch, and Flemish schools, (Londres), 1828(OCLC 371717)* (en) Notices of engravers, and their works, being the commencement of a new dictionary, which it is not intended to continue, containing some account of upwards of three hundred masters, with more complete catalogues of several of the more eminent than have yet appeared, and numerous original notices of the performances of other artists hitherto little known, Longman, Rees, Orme, Brown, & Green, 1831(OCLC 4533704)
- (en) Observations on a manuscript in the British museum, believed to be of the second or third century, containing Cicero's translation of the astronomical poem by Aratus, accompanied by drawings of the constellations: with a preliminary dissertation in proof of the use of minuscule writing by the ancient Romans; and a corrected edition of the poem itself, including ten lines not heretofore known. Communicated to the Society of Antiquaries, Printed by J.B. Nichols and Son, 1835(OCLC 7380335)

Publication posthume conservée
- (en) An inquiry concerning the invention of printing : in which the systems of Meerman, Heinecken, Santander, and Koning are reviewed : including also notices of the early use of wood-engraving in Europe, the block-books, etc., J. Lilly, 1863Posthume. Sous la direction de J. Ph. Berjeau (OCLC 5638185)

## Conservation
Certains de ses dessins sont conservés au British Museum, qui possède également des catalogues de deux ventes de ses œuvres, en 1811 et 1837.